# 四元素

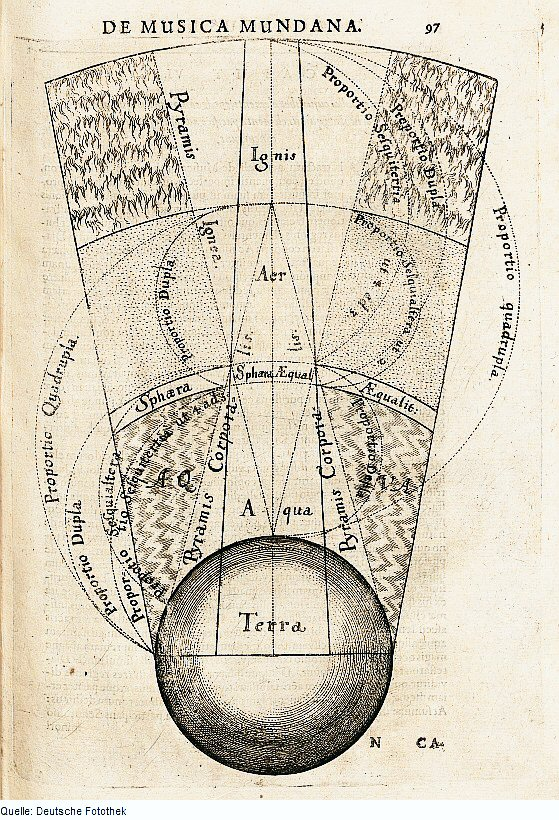
パラケルスス派の医師ロバート・フラッド（en）『両宇宙誌=大宇宙誌』（1617）より、「四元素のピラミッド」。元素が整然と階層をなしている様子を表す。火（羅:ignis）・空気（羅:aer）の領域と水（羅:aqua）・地（羅:terra）の領域に分けることで、四元素における形相と質料の度合いを示している。

四元素（しげんそ、ギリシア語: Τέσσερα στοιχεία）とは、この世界の物質は、火・空気（もしくは風）・水・土の4つの元素から構成されるとする概念である。四元素は、日本語では四大元素、四大、四元、四原質ともよばれる。古代ギリシア・ローマ、イスラーム世界、および18～19世紀頃までのヨーロッパで支持された。古代インドにも同様の考え方が見られる。中国の五行説と類比されることも多い。
エンペドクレスの説がよく知られるが、アラビア・ヨーロッパの西洋文化圏で広く支持されたのはアリストテレスの説であり、四元素を成さしめる「熱・冷・湿・乾」の4つの性質を重視するため、四性質ともいわれる。4つの元素は、土や水など、実際にその名でよばれている具体物を指すわけではなく、物質の状態であり、様相であり、それぞれの物質を支える基盤のようなものだとされた。

## 歴史

### エンペドクレス以前
古代ギリシャの哲学者の間で、万物の根源、原初的要素として「アルケー（古代ギリシア語: ἀρχή、希: arkhē）」が用いられた。この意味ではじめて「アルケー」を用いたのは、アナクシマンドロスとされている。タレースは、アルケーは「水」であるとし、アナクシメネスは「空気」、クセノパネスは「土」、ヘラクレイトスは「火」（そしてパルメニデスは両者の折衷で「火・土」）であるとした。

### エンペドクレス
上記の先行する4説を折衷・統合し、四元素説を最初に唱えたのはエンペドクレスだといわれ、アルケーは「火」「空気」「水」「土(地)」（古代ギリシア語: πυρ, αήρ, ὕδωρ, γη、ギリシア語: φωτιά, αέρας, νερό, γη）を4つのリゾーマタ（古代ギリシア語: ῥιζὤματα、「根の物質」の意）であるとした。絶対的な意味での生成・消滅を否定し、四元素が様々に離散集合し、自然界の変化が生じるとする説を唱えた。四元素の混合によって諸々の事象の生成が、分離において事象の消滅が説明される。
元素の混合と分離を可能にする動的な力として、元素を結合させる「愛」（ピリア、ピロテス）と分離させる「憎」あるいは「争い」（ネイコス、エリス）が導入された。ただし、四元素は活力のないただの物質ではなく、それ自体が運動性能を持ち、「愛・憎」は元素に運動の方向性を規定する原理と考えられる。宇宙のプロセスは、「愛の完全支配期 → 憎の伸長期 → 憎の完全支配期 → 愛の伸長期」の4つの段階が円環的な周期をなしてめぐっており、2つの伸長期には、四元素は可視的な事象・生物となって生成し消滅するとされた。

### プラトン
プラトンは後期の著作『ティマイオス』で四元素説を受け継いだが、エンペドクレスの考えとは異なり、これらの元素は複合体であり、分解できるばかりでなく、相互転化すると考えた。
四元素と5種類の正多面体（プラトン立体）のうち4つを対応させ、土は正方形からなる正六面体で、他の元素は三角形からなる正多面体であり、水は正二十面体、空気は正八面体、火は正四面体で、ひとつの正多面体が基本の三角形に解体して別の正多面体を作ることで、元素から元素への転化が起こると解釈した。（正五角形から成る正十二面体は、宇宙のためにあるという理由で元素の対応から外された）。土が最も重く、次いで水、空気、火が最も軽く、各元素はそれぞれの重さに応じて運動し互いに入り混じると考えた。 
|                |                  |                  |                |            |  |
| 正六面体（地） | 正二十面体（水） | 正八面体（空気） | 正四面体（火） | 正十二面体 |  |

### アリストテレス
アリストテレスは師プラトンの元素論を批判しつつも、四元素の相互転化という考え方を受け継いだ。火、空気、水、土の4つを「単純物体」と呼び、ほかの物体はこれらで構成されていると考えた。しかし四元素を「いわゆる構成要素」と表現しており、最終的な構成要素ではないとしている。単純物体を構成する要素として、「熱・冷」「湿・乾」という二対の相反する性質を挙げ、これらの組み合わせによって成り立ちを説明した。すなわち、形相（エイドス）も性質も持たない純粋な質料（ヒュレー）「プリマ・マテリア（第一質料）」に「熱・冷」「湿・乾」のうち2つの性質が加わることで、各元素が現れる。火は熱・乾、空気は熱・湿、水は冷・湿、土は冷・乾という性質から構成されており、性質のひとつが反対の性質に置き換えられることで、相互に転嫁すると考えた。彼の説において重要な役割を持っているのは、四元素よりむしろ「熱・冷」「湿・乾」という相反する2つの性質のペアであるため、アラビア・ヨーロッパで広く普及したアリストテレスの四元素説（四原質説）は、むしろ四性質説と呼ぶのが適当であり、プリマ・マテリア（第一質料）を究極の質とする一元論である。
また、四元素が主に月下界（地上）の物質を構成するのに対し、天上界（恒星と惑星の世界）は第五元素が構成するとした。四元素からなる地上は時間とともに変化・腐敗するが、第五元素から成る天上界は不変であるとされた。また、プリマ・マテリアは第五元素と同一視された。

### アリストテレス以後
アリストテレスの四元素説は、ギリシャ・ローマ医学の基礎となる体液病理説「四体液説」と関連付けられ、医学・薬学においても重要な理論であった。キリスト教を国教とした東ローマ帝国では、6世紀頃、異教徒・異端の学者が激しく迫害され、学者たちが大勢亡命したことで、ギリシャ・ローマの学問はアラビアに伝わった。四元素説は、アリストテレス哲学の強い影響力と相まって、哲学、神学、錬金術（実質的にアラビアに始まるといわれる）、科学（アラビア科学）、医学（ユナニ医学）等に影響を与え、ビザンツ・アラビア、中世ラテン世界といった西洋世界で主流を占める物質観になった。

#### 錬金術
アリストテレスの物質観においては、任意の物質にたいして「熱・冷」「湿・乾」といった原理的には単純な操作を行い、四元素の配合を金と同じに変化させることができれば、金を作りだすことができると考えられるため、錬金術との相性が良く、「硫黄=水銀理論」（または、これに塩（えん）を加えた三原質説）と並ぶ錬金術の基礎理論となった。ヨーロッパの錬金術師たちは、錬金術と占星術を結び付け、四元素と黄道十二宮は対応関係にあり、4つの基本性質、季節も黄道十二宮の支配を受けると考えた。

#### 医学
ヨーロッパの大学では、西洋近代医学誕生まで、四体液説、四元素説をベースとするユナニ医学（ギリシャ・アラビア医学）が主流となり、イブン・シーナーの『医学典範』などが教科書として使われた。これに、出生時の星の配置が体質を支配し、人体（小宇宙）は天（大宇宙）と対応するという占星医学（星辰医学）が関連付けられ、診断・治療に利用された。

### ルネサンス以後
四元素説は長く西洋世界の主流であったが、ルネサンス期に入ると思想の枠組みがゆらぎはじめ、古代ギリシャで唱えられた原子論も再び注目されるようになった。ヒューマニストたちの間で、古代ローマのルクレティウスの『物の本性について』が読まれるようになったことで、ギリシアの原子論的な物質観は徐々にヨーロッパに普及した。そして、デカルトのよき論敵として知られるピエール・ガッサンディによって、原子論は全面的に復活した。17世紀には、原子論は物質観の分野で人々を惹きつけたが、その裏には民主主義的思想というバックボーンがあった。民主主義的思想では、社会を人間相互の有機的な関係性の集まりというより、独立した1人の人間の集合として捉えたため、原子論と強い親和性を持っていたのである。17世紀にはボイルの法則で知られるロバート・ボイルは、『懐疑的な化学者』（The Sceptical Chymist）で四元素説・三原質説を否定し、錬金術は科学の座から落ちていった。18世紀には、アントワーヌ・ラヴォアジエの元素観を背景として現れたジョン・ドルトンの仕事を通じて、原子論は具体的な意味内容を持つようになり、科学において徐々に主流の物質観となっていった。こうした近代科学、原子論の台頭に伴い、物質観としての四元素説は科学の世界から姿を消した。
また、四体液説・四元素説をベースとするユナニ医学を受けつぐヨーロッパの伝統医学は、西洋近代医学の台頭で徐々にその地位を失っていったが、19世紀後半まで一般的に治療が行われていた。

### 再評価
錬金術・四元素説はオカルトとして顧みられなくなったが、20世紀には、カール・グスタフ・ユングやガストン・バシュラールらによって、無意識や想像力との深い関わりが指摘され、再評価された。
現在錬金術は、学問の対象として真剣に取り組まれているが、ドイツの心理学者カール・グスタフ・ユングがそのきっかけだったと言える。ユングは中国の曼荼羅の本に出会って道教（タオイズム）に興味を持ち、そこから中国錬金術に入り、西洋錬金術を研究した。「硫黄=水銀理論」による賢者の石の製造過程に、人間の心の成長過程との類似を見出した。また、四元素説、四性質説、四体液説を参考に、心の機能を「思考・感情」「直観・感覚」の4つからなる、2組の対立する機能の組み合わせにまとめた。
また、フランスの哲学者ガストン・バシュラール（1884年 - 1962年）は、『火の精神分析』で、コンプレックスの概念を手掛かりに、ユングの精神分析的方法を用いて、火のイメージ、夢想を分析した。続く詩的想像力に関する研究『水と夢』などでは、四元素に関わる物質的想像力を究明した。夢想は最も根源的な物質に根ざしており、四元素をめぐる物質的想像力が夢想を支配しているとし、想像力の領域における「四元素の法則」を確立できると主張した。

## インドの四大
インドでは、紀元前5世紀ごろにアーリア人の定住地域が拡大すると、他民族との混血・文化面での混合が進み、ヴェーダの権威を無視した自由な思索が行われた。ブッダに先行するこうした思想家たちは、仏教側からは「六師外道」「六十二見」などと呼ばれる。
世界が多元の要素の集合から構成されるという思想は、インドでは積集説（アーランバ・ヴァーダ）と呼ばれるが、その先駆として、地・水・火・風の四元素と苦・楽・霊魂の7つを構成要素とするパクダ・カッチャーヤナの要素集合説が見られる。四元素説としてはアジタ・ケーサカンバリンがおり、世界を構成するものは四元素以外になく、死によって実体を構成する元素は四散し、人間は無となる。霊魂はなく、来世もなく、父母もなく、有徳の師もなく、善悪もなく、業もなく因果もなく、布施も祭祀も供儀も無意味であると主張した。哲学としては唯物論であり、認識においては感覚論、道徳を否定し現世での享楽のみを肯定するため、快楽主義に分類される。
また、六派哲学（4～5世紀頃）のひとつで、厳密な二元論の立場に立つサーンキヤ学派は、プルシャ（純粋精神）とプラクリティ（根本原質）を根源だと想定した。プラクリティ（根本原質）の展開によって世界が形成され、物質はプラクリティ（根本原質）から展開した五大（五粗大元素、四元素と虚空（空, アーカーシャ））からなると主張した。積集説を代表するヴァイシェーシカ学派は、多言論的世界観を展開し、実体（実）・属性（徳）・運動（業）・普遍（同）・特殊（異）・内属（和合）の6つのパダールタ（六句義）を想定して世界を分析した。実体は四大と虚空、時間、方角、アートマン（我）、マナス（意）からなり、四元素は原子（極微）からなると考えた。

## 仏教の四大
「大」はサンスクリット語のmahā-bhūtaの訳で、「4つの粗大な実在」の意。四大種ともいう。物質を作り上げる地・水・火・風の4元素のことで、説一切有部の教学では、4つのいずれも十二処のうちの触処（そくしょ）に含まれる。また、上座部大寺派の勝義法に挙げられる170法のうち、四大のそれぞれが、「色」の28法のうちに、またその中の「完色」の18法のうちに分類される（詳細は五位#上座部大寺派参照）。病気は四大の調和が崩れた時に起こると見なされるため、病気のことを四大不調ともいう。 
最初は、実際に触れられる地、水、火、風の4種が様々に混じり合い、材料となって、他のあらゆる物質を合成していると考えられていた（例：牛の角には「地」が多い、牛乳には「水」が多い）。後にアビダルマ的思索が進むと、元素としての地、水、火、風は自然界の地、水、火、風とは別であり、地の「堅さ（堅）」、水の「湿潤性（湿）」、火の「熱性（煖）」、風の「流動性（動）」という性質こそが四元素の本体と考えられるようになった 。アビダルマ論師の中には、質料因としての四元素から物質的存在が合成されると考えるとしても、四元素の性質によって物質的存在が認識され把握されると考えるとしても、「四元素」と別に「四元素によって存在するもの」があるのではないから、全ての物質は結局四元素に過ぎないと考えた者もいた。しかし説一切有部の正統派は、物質的存在のある部分は「四元素」で、他の部分は「四元素によって存在するもの」と、両者を並立的に考えていた。 
説一切有部の論書阿毘達磨倶舎論では、地界、水界、火界、風界をさすが、このうち風界は流動性という作用をもつ軽い一つのものそれ自体を世間では風と呼ぶため、世間一般の風と別なものではないと説かれる。また、地界は「保持」、水界は「包摂」、火界は「熟成」、風界は「増長」「増大」「流動」の作用をもつとされる。 

## 四元素の特徴

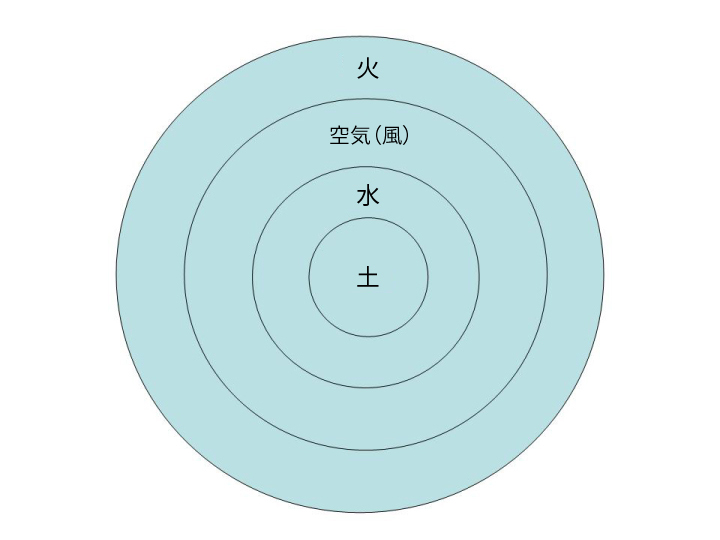
アリストテレスの理論による元素の分布を同心円状に表わしたもの。

アリストテレスの理論による四元素の関係図
火 ·
空気
水 ·
土

四元素は、物質の外観と状態に対応すると考えられた。水・土は可視的な元素であり、この両者は2つの不可視な元素である火・空気（風）を内部に含む。
アリストテレスの元素理論（『気象論』『生成消滅論』等）やアテナイのアンティオコスの天体と四元素の図式によると、火と水が対極、風と土が対極となる。また属性は別の属性を生じて循環する関係となり、4つの元素の間には「プラトンの輪」と呼ばれる一連の周期的循環現象があり、火は風を助け（凝結して空気（風）となる）、風は水を助け（空気（風）は液化して水になる）、水は土を助け（水は固化して土になる）、土は火を助ける（土は昇華して火になる）。
また陰陽五行思想と共通する点も存在し、五輪塔の仏教五大では金性は地、木性は空気（風）、水性は水、火性は火、土性は虚空となる。
各元素はそれぞれの基本性質によって生じる二次性質を持つとされた。四元素説はイスラーム、キリスト教（スコラ哲学）に取り入れられ、四元素の働きは神が定めた規則に拠っていると考えられた。ギリシャ・アラビア医学（ユナニ医学）において、軽い火・空気（風）の元素は生命力を構成し、その運動を助けるとされ、重い水・土の元素は身体を構成し、その安定を助けるとされた。

### 火
他の3元素より微細で希薄な元素で、自然な状態では全元素の上に位置する。対極は水。生成や消滅の終焉する先であるため、火には絶対的な軽さが生じる。光と熱と電気は分けて考えることが難しかったため、その3つの象徴的な支えであり、エーテル状流体という実体の観念に対応する。同時に物質を構成する究極的な微粒子の運動という観念にも対応する。熱く乾いた元素で明るさ・軽さ・多孔性という二次性質を与えられる。空気をも浸透する力によって自然界を還流し、冷たく凝り固まった元素を解きほぐし、混ぜ合わせる。その熱で物質の成熟や成長を可能にし、水・土の冷たさと重さの影響を軽減する。
錬金術における火の記号は、炎が燃え上がり、先で終わっていることを示す。上昇・成長・膨張・侵入・征服・怒り・破壊などを暗示し、女性的な特徴を持つ水に対し、男性的な激しい気質を象徴する。

### 空気（風）
揮発性の象徴であり支えである。対極は土。自然な状態では火の下・水の上に位置し、比較的軽い元素である。基本性質は熱・湿で、物質に多孔性・軽さ・希薄さといった二次性質を与え、上昇できるようにする。
錬金術における空気の記号は火を止めたり中断させることを示す。どこまでも上昇する火に対し、気は一定以上上昇することはなく火の力を和らげる。また空気は液化することによって水分を生じさせる。

### 水
流動性の象徴であり支えである。対極は火。比較的重い元素で、自然な状態では空気によって含まれ、土を含む位置である。基本性質は冷・湿。水の存在意義は物質の形を扱いやすい物にすることであり、湿の性質によって柔らかく形を変えられるという二次性質を物質に与える。土の元素のように物質の形を維持するわけではないが、湿気を保つことで物質が砕けたり散逸することを防ぐ。空気に生じられる存在であり、空気が液化することによって水分となる。上昇する火に対し、水は下の方に流れて隙間を埋め、火が膨張させた物を縮小させる求心的・生産的な元素である。
錬金術における水の記号 は子宮の典型的表示であり、火の記号と重なって大宇宙を象徴する六芒星となる。

### 土
固体的状態の象徴であり支えである。対極は空気。絶対的な重さを持つ元素で、自然な状態では全元素の中心に位置する。本来の状態では静止しているため、この元素が優勢な物質は動かなくなり、離れてもそこへ戻ろうとする性質がある。物質を硬く安定的で持続する物にし、外形を維持し、保護する。基本性質は冷・乾で、二次的な性質は密・重・硬など。
錬金術における土の記号は水の落下を止めたり中断させて流動性を失わせることを示す。

## 対応関係

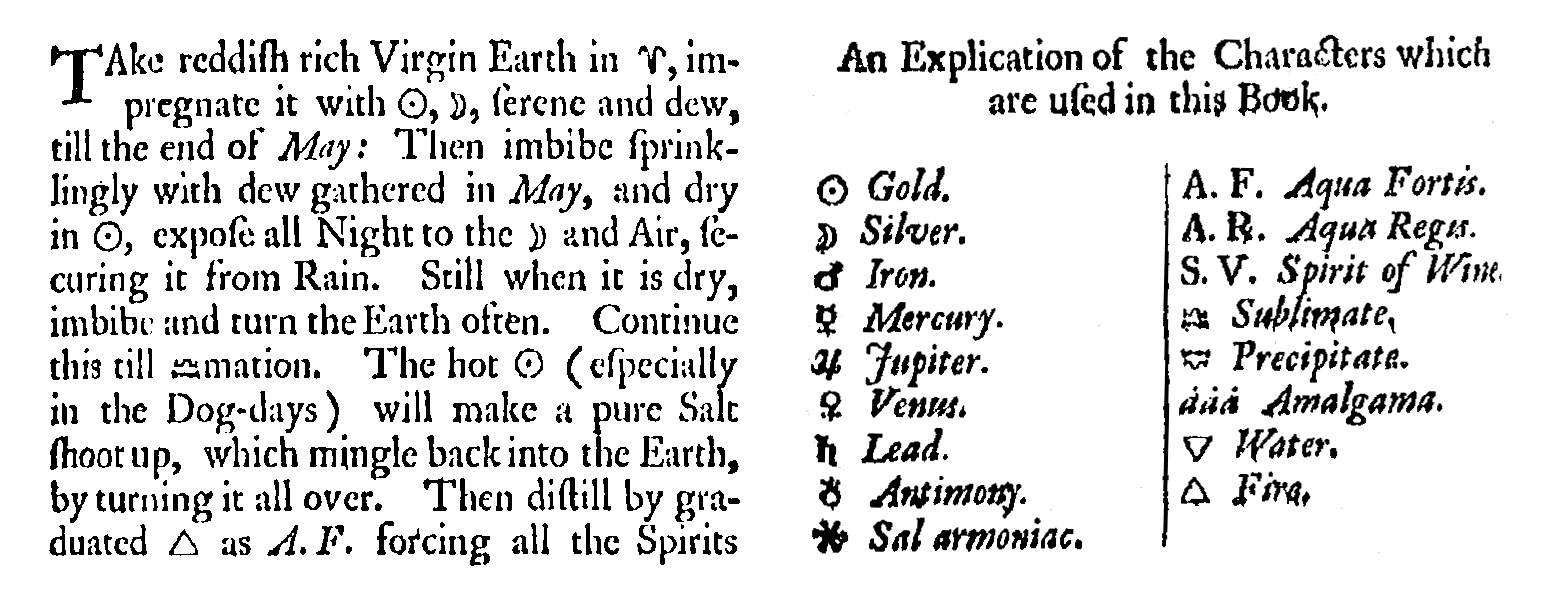
17世紀の錬金術の本より、錬金術のシンボル。

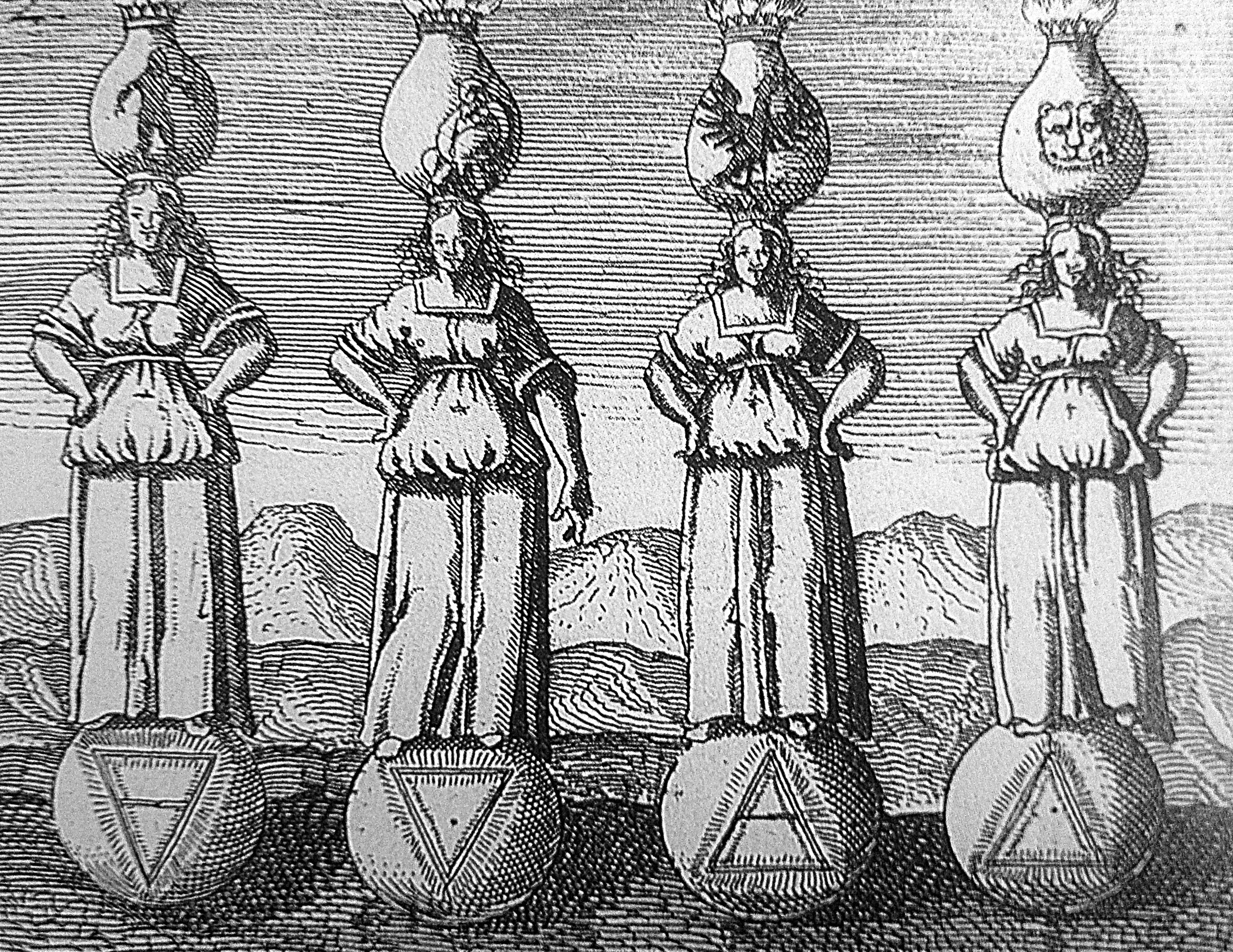
錬金術師・医師・作家だったDaniel Stolz von Stolzenberg (1600年 - 1660年)の著書Viridarium chymicum (1624年) より。下の球体には、錬金術における四元素説のシンボルが描かれている。

次の表は、錬金術における三原質と元素の対応を示す。三原質の「硫黄、水銀、塩（えん）」は、同名の化学物質を指すのではなく、物質のある種の特性をあらわす。硫黄は形相であり、能動的、男性的要素。水銀は質料であり、受動的、女性的要素。塩は運動であり、中間項であり、硫黄と水銀をむすびつける媒介で、理論的にあまり重視されない。
|                               | 三原質                            | 元素 |
| ----------------------------- | --------------------------------- | ---- |
| プリマ・マテリア （第一質料） |                                   |      |
| 硫黄 （形相・不揮発性原質）   | 土 （可視的・固体的状態）         |      |
| 硫黄 （形相・不揮発性原質）   | 火 （不可視・微細で精妙な状態）   |      |
| 塩 （運動・媒介）             | 第五元素 （エーテル）             |      |
| 水銀 （質料・揮発性原質）     | 水 （可視的・液体的状態）         |      |
| 水銀 （質料・揮発性原質）     | 空気（風） （不可視・気体的状態） |      |

次の表は、元素と各項目の対応関係を示す。
| 元素       | プラトン立体 (プラトン) | 性質 (アリストテレス) | 黄道十二宮 (占星術)  | 四大精霊 (パラケルスス) | 方角     | 大天使     | 気質 (ギリシャ・アラビア医学) | シンボル (錬金術) |
| ---------- | ----------------------- | --------------------- | -------------------- | ----------------------- | -------- | ---------- | ----------------------------- | ----------------- |
| 火         | 正四面体                | 熱 + 乾               | 白羊宮 獅子宮 人馬宮 | サラマンダー            | 南       | ミカエル   | 黄胆汁質                      |                   |
| 空気（風） | 正八面体                | 熱 + 湿               | 双児宮 天秤宮 宝瓶宮 | シルフ                  | 東       | ラファエル | 多血質                        |                   |
| 水         | 正二十面体              | 冷 + 湿               | 巨蟹宮 天蝎宮 双魚宮 | ウンディーネ            | 北 ・ 西 | ガブリエル | 粘液質                        |                   |
| 土         | 正六面体                | 冷 + 乾               | 金牛宮 処女宮 磨羯宮 | ノーム                  | 西 ・ 北 | ウリエル   | 黒胆汁質                      |                   |

## 派生

### 創作における魔法と属性
ロールプレイングゲームやトレーディングカードゲームでは、「属性」という設定が散見され、主に四元素や陰陽五行思想などがベースとなっている。1970年代にアメリカで登場したテーブルトークRPG（紙や鉛筆、サイコロなどの道具を用いて、会話と定められたルールに従って遊ぶ対話型ロールプレイングゲーム）は、ヒロイック・ファンタジーを題材とするものが多く、神話や呪術、古代の世界観などを材料に、体系的なシステムとして魔法が構築された。テーブルトークRPGや、それから生まれた『ドラゴンクエストシリーズ』・『ファイナルファンタジーシリーズ』などのコンピュータRPG、RPGをベースに交換・収集・育成・対戦といった要素を加えた『ポケットモンスターシリーズ』、専用のカードを用いて対戦するトレーディングカードゲームなどでは、魔法や技、道具、モンスターに、火属性、水属性といった「属性」が設定されているものがあり、ゲームシステムの一部になっていることも多い。属性は、付加されるエネルギー原理や相性関係を表す。
テーブルトークRPGは日本にも輸入され、剣と魔法の世界を舞台にした国産作品『ソード・ワールドRPG』のヒットで普及し、広い影響を与えた。ファンタジー小説やアニメ、漫画などでも、魔法やモンスターの属性として四元素が登場しており、例えば、日本のファンタジー業界にとって画期となったライトノベル『スレイヤーズシリーズ』には様々な魔法があるが、四元素に「精神」の属性を加えた五属性の精霊から力を借りる精霊魔術が登場する。
クトゥルフ神話においては、1937年にラヴクラフトが死亡した後にオーガスト・ダーレスが善の旧神と対立する邪神・旧支配者という設定を作った。旧支配者はそれぞれ、四元素のいずれかに属するとされた。
ハリー・ポッターシリーズのホグワーツ魔法魔術学校の四寮には四大元素がそれぞれ充当されている。

### 音楽
フランス盛期バロック音楽の作曲家ジャン＝フェリ・ルベル（レーベル）が1737年に発表したバレエ音楽「四大元素」（Les éléments）は、冒頭の「カオス（混沌）」を表現するために、教会旋法の全ての音を楽器で全合奏するという、トーン・クラスターに極めて近い音響を用いている。